# شهرستان بیکر (فلوریدا)
شهرستان بیکر، فلوریدا (به انگلیسی: Baker County, Florida) یک سکونتگاه مسکونی در ایالات متحده آمریکا است که در فلوریدا واقع شده‌است.

## خصوصیات
شهرستان بیکر ۱٬۵۲۵٫۵۱ کیلومترمربع مساحت دارد.